# Wassamu, Hokkaidō
Wassamu (和寒町 Wassamu-chō) là thị trấn thuộc huyện Kamikawa, phó tỉnh Kamikawa, Hokkaidō, Nhật Bản. Tính đến ngày 1 tháng 10 năm 2020, dân số ước tính thị trấn là 3.192 người và mật độ dân số là 14 người/km2. Tổng diện tích thị trấn là 224,83 km2.

## Địa lý

### Khí hậu
| Dữ liệu khí hậu của Wassamu, Hokkaidō    | Dữ liệu khí hậu của Wassamu, Hokkaidō | Dữ liệu khí hậu của Wassamu, Hokkaidō | Dữ liệu khí hậu của Wassamu, Hokkaidō | Dữ liệu khí hậu của Wassamu, Hokkaidō | Dữ liệu khí hậu của Wassamu, Hokkaidō | Dữ liệu khí hậu của Wassamu, Hokkaidō | Dữ liệu khí hậu của Wassamu, Hokkaidō | Dữ liệu khí hậu của Wassamu, Hokkaidō | Dữ liệu khí hậu của Wassamu, Hokkaidō | Dữ liệu khí hậu của Wassamu, Hokkaidō | Dữ liệu khí hậu của Wassamu, Hokkaidō | Dữ liệu khí hậu của Wassamu, Hokkaidō | Dữ liệu khí hậu của Wassamu, Hokkaidō |
| Tháng                                    | 1                                     | 2                                     | 3                                     | 4                                     | 5                                     | 6                                     | 7                                     | 8                                     | 9                                     | 10                                    | 11                                    | 12                                    | Năm                                   |
| ---------------------------------------- | ------------------------------------- | ------------------------------------- | ------------------------------------- | ------------------------------------- | ------------------------------------- | ------------------------------------- | ------------------------------------- | ------------------------------------- | ------------------------------------- | ------------------------------------- | ------------------------------------- | ------------------------------------- | ------------------------------------- |
| Cao kỉ lục °C (°F)                       | 6.3 (43.3)                            | 10.5 (50.9)                           | 14.9 (58.8)                           | 26.2 (79.2)                           | 33.6 (92.5)                           | 36.6 (97.9)                           | 36.3 (97.3)                           | 36.8 (98.2)                           | 32.4 (90.3)                           | 26.1 (79.0)                           | 20.1 (68.2)                           | 12.5 (54.5)                           | 36.8 (98.2)                           |
| Trung bình ngày tối đa °C (°F)           | −4.1 (24.6)                           | −2.7 (27.1)                           | 2.1 (35.8)                            | 9.8 (49.6)                            | 17.9 (64.2)                           | 22.4 (72.3)                           | 25.8 (78.4)                           | 26.0 (78.8)                           | 21.5 (70.7)                           | 14.3 (57.7)                           | 5.5 (41.9)                            | −1.5 (29.3)                           | 11.4 (52.5)                           |
| Trung bình ngày °C (°F)                  | −8.3 (17.1)                           | −7.6 (18.3)                           | −2.6 (27.3)                           | 4.5 (40.1)                            | 11.6 (52.9)                           | 16.3 (61.3)                           | 20.1 (68.2)                           | 20.5 (68.9)                           | 15.8 (60.4)                           | 9.0 (48.2)                            | 1.9 (35.4)                            | −4.9 (23.2)                           | 6.4 (43.4)                            |
| Tối thiểu trung bình ngày °C (°F)        | −14.2 (6.4)                           | −14.1 (6.6)                           | −8.4 (16.9)                           | −0.8 (30.6)                           | 5.5 (41.9)                            | 10.9 (51.6)                           | 15.3 (59.5)                           | 15.9 (60.6)                           | 10.8 (51.4)                           | 4.2 (39.6)                            | −1.7 (28.9)                           | −9.3 (15.3)                           | 1.2 (34.1)                            |
| Thấp kỉ lục °C (°F)                      | −36.8 (−34.2)                         | −35.2 (−31.4)                         | −28.7 (−19.7)                         | −13.7 (7.3)                           | −4.4 (24.1)                           | 0.2 (32.4)                            | 4.5 (40.1)                            | 5.1 (41.2)                            | −0.2 (31.6)                           | −5.5 (22.1)                           | −21.8 (−7.2)                          | −30.7 (−23.3)                         | −36.8 (−34.2)                         |
| Lượng Giáng thủy trung bình mm (inches)  | 61.2 (2.41)                           | 52.7 (2.07)                           | 58.6 (2.31)                           | 53.8 (2.12)                           | 68.3 (2.69)                           | 65.1 (2.56)                           | 128.0 (5.04)                          | 140.9 (5.55)                          | 143.3 (5.64)                          | 115.6 (4.55)                          | 127.3 (5.01)                          | 100.4 (3.95)                          | 1.115 (43.90)                         |
| Lượng tuyết rơi trung bình cm (inches)   | 157 (62)                              | 133 (52)                              | 123 (48)                              | 31 (12)                               | 0 (0)                                 | 0 (0)                                 | 0 (0)                                 | 0 (0)                                 | 0 (0)                                 | 2 (0.8)                               | 96 (38)                               | 197 (78)                              | 745 (293)                             |
| Số ngày giáng thủy trung bình (≥ 1.0 mm) | 17.3                                  | 14.7                                  | 15.2                                  | 11.6                                  | 10.4                                  | 9.1                                   | 10.7                                  | 11.3                                  | 13.0                                  | 15.8                                  | 19.3                                  | 21.3                                  | 169.7                                 |
| Số ngày tuyết rơi trung bình (≥ 3 cm)    | 18.5                                  | 16.5                                  | 15.1                                  | 4.3                                   | 0                                     | 0                                     | 0                                     | 0                                     | 0                                     | 0.3                                   | 8.5                                   | 19.6                                  | 82.8                                  |
| Số giờ nắng trung bình tháng             | 56.9                                  | 77.2                                  | 113.4                                 | 153.8                                 | 176.0                                 | 154.4                                 | 150.3                                 | 147.6                                 | 142.9                                 | 115.5                                 | 53.8                                  | 36.9                                  | 1.378,6                               |
| Nguồn: Cục Khí tượng Nhật Bản            |                                       |                                       |                                       |                                       |                                       |                                       |                                       |                                       |                                       |                                       |                                       |                                       |                                       |